# 草原の輝き (アグネス・チャンの曲)
「草原の輝き」（そうげんのかがやき）は、1973年7月25日に発売されたアグネス・チャンの3枚目のシングル。

## 解説
タイトルは、エリア・カザン監督の1961年の映画『草原の輝き』に由来する。
シングル累計売上は100万枚を突破した。
また、翌1974年3月には第46回春の選抜高等学校野球大会の入場行進曲にも選ばれた。

## 収録曲
- 全曲作詞：安井かずみ／作曲：平尾昌晃／編曲：馬飼野俊一

1. 草原の輝き (3分13秒)
2. 山鳩 (2分40秒)

## カバー
- 1973年 - 山口百恵（アルバム『青い果実/禁じられた遊び』収録）
- 1977年 - 榊原郁恵（アルバム『私の先生』収録）
- 2003年 - CHINEPHILE（アルバム『KAYOMANIA』収録）